# Хопкинс, Майкл Скотт
Майкл Скотт Хо́пкинс (англ. Michael Scott Hopkins; род. 28 декабря 1968, Лебанон, Миссури, США) — американский астронавт, инженер, лётчик-испытатель ВВС США. 336-й астронавт НАСА и 536 космонавт мира. Полковник Космических сил США.
26 сентября 2013 года стартовал в качестве бортинженера экипажа транспортного пилотируемого корабля «Союз ТМА-10М» и экипажа Международной космической станции по программе основных космических экспедиций МКС-37/38. Вернулся на Землю 11 марта 2014 года. Продолжительность полёта составила 166 суток 06 часов 25 минут. Совершил два выхода в открытый космос общей продолжительностью 12 часов 58 минут.
16 ноября 2020 года стартовал со стартового комплекса LC-39A Космического центра NASA имени Кеннеди на американском частном многоразовом космическом корабле Dragon V2 к МКС по программе основных космических экспедиций МКС-64/65. 2 мая 2021 года в 09:57 МСК капсула с экипажем корабля успешно приводнилась в Мексиканском заливе недалеко от города Панама-Сити (штат Флорида).
1 мая 2023 года покинул отряд астронавтов НАСА.

## Ранние годы, образование
Майкл Хопкинс родился 28 декабря 1968 года в городе Лебанон (штат Миссури), детские годы провёл на родительской ферме в пригороде Ричленда. В 1987 году после окончания средней школы Оседжа в г. Лейк-ов-зе-Оузарксе (округ Камден, штат Миссури), поступил в Университет Иллинойса, который окончил в 1991 году и получил степень бакалавра наук по авиакосмической технике. В 1992 году в Стэнфордском университете получил степень магистра наук по авиакосмической технике.

## Военная служба
В январе 1992 года М. Хопкинсу было присвоено звание второго лейтенанта ВВС США. С апреля 1993 года проходил службу на базе ВВС США Киртланд в г. Альбукерке (штат Нью-Мексико), занимался технологиями усовершенствования космических систем. В 1996 году прошёл курс подготовки инженеров по лётным испытаниям в школе лётчиков-испытателей ВВС США на базе ВВС Эдвардс (штат Калифорния). С 1997 года служил в 418-й испытательной эскадрилье, проводил лётные испытания самолётов Boeing C-17 Globemaster III и Lockheed C-130 Hercules. В 1999 году был направлен по программе обмена в Канадский Центр лётных испытаний в г. Коулд-Лейк, (провинция Альберта, Канада).
В 2002 году прошёл отбор и получил стипендию Фонда Джорджа и Кэрол Олмстед для обучения в Военном институте иностранных языков в Монтерее (штат Калифорния). В 2003 году, после окончания обучения в военном институте, изучал политологию в Пармском университете в Италии.
В 2005 году получил назначение в отдел быстрого реагирования ВВС США в Пентагоне, где служил инженером проекта и менеджером программ. В 2008 году майор М. Хопкинс был назначен специальным помощником вице-председателя Объединённого комитета начальников штабов. В 2009 году присвоено звание подполковник, позже — звание полковник ВВС США.

## Космическая подготовка

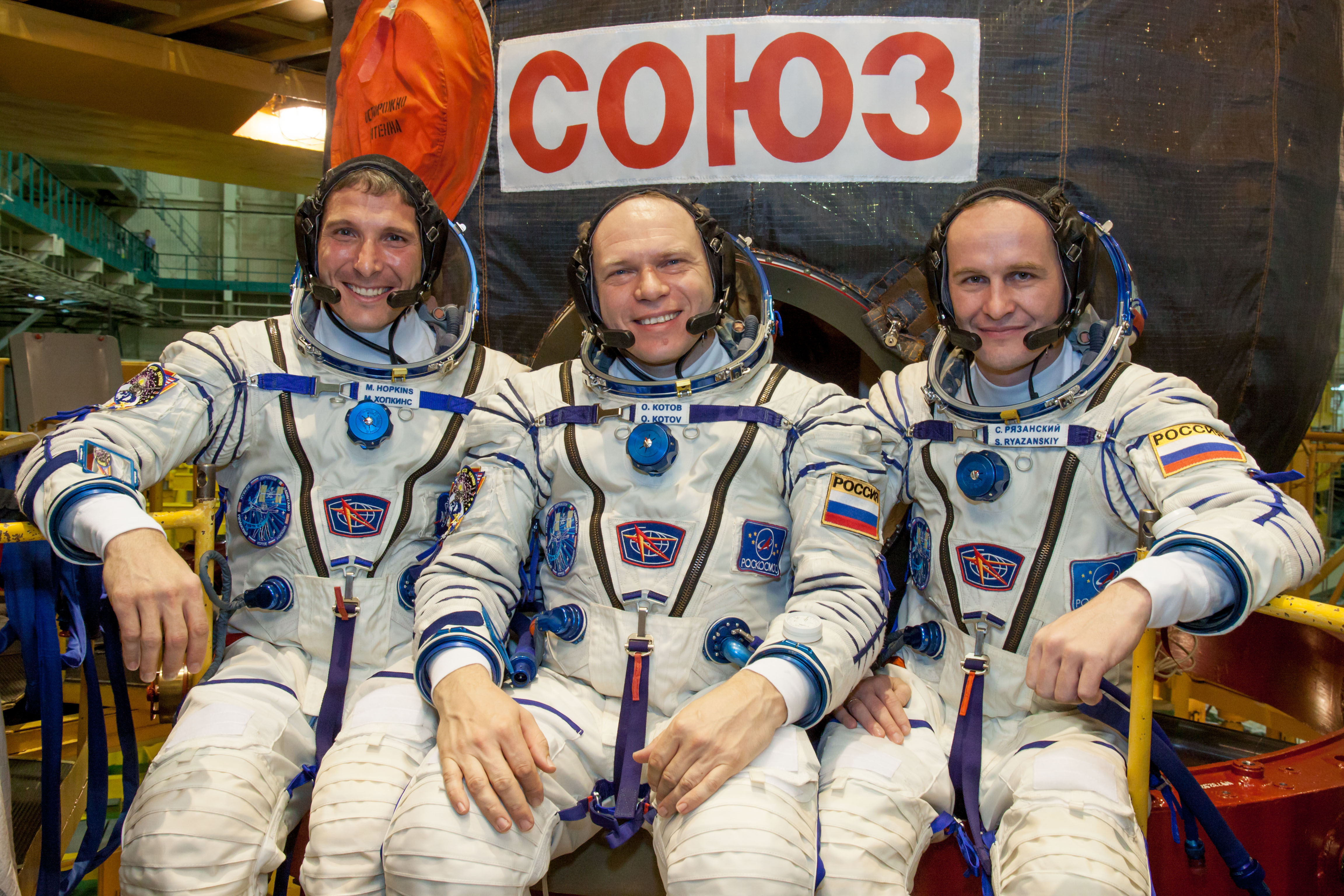
Экипаж ТПК «Союз ТМА-10М». (М. Хопкинс слева)

29 июня 2009 года был зачислен в отряд астронавтов НАСА в качестве кандидата в астронавты, стал одним из четырнадцати кандидатов в составе 20-го набора НАСА. Прошёл двухлетний курс базовой общекосмической подготовки в Космическом центре имени Линдона Джонсона, который включал: научно-технические брифинги, занятия по системам международной космической станции, выходу в открытый космос и эксплуатации скафандров, робототехнике, физиологической подготовке, лётной подготовке на самолёте Т-38, тренировкам по выживанию астронавтов на воде и в дикой природе. В июле 2011 года и получил квалификацию астронавта.
В сентябре 2011 года приступил к очередному этапу подготовки по программе МКС на базе Центра подготовки космонавтов им. Ю. А. Гагарина. Проходил подготовку вместе с космонавтами Олегом Котовым и Сергеем Рязанским в составе дублирующего экипажа МКС-35/36 в качестве бортинженера ТПК «Союз ТМА-08М» и бортинженера МКС. Хопкинс изучал российский сегмент МКС, участвовал в тренировках по действиям экипажа в случае посадки в различных климатогеографических зонах. Во время старта ТПК «Союз ТМА-08М» 29 марта 2013 года находился на космодроме Байконур.
С марта 2013 года готовился к полёту в составе основного экипажа космических экспедиций МКС-37/38 в качестве бортинженера-2 ТПК «Союз ТМА-10М» и бортинженера МКС.

## Космические полёты

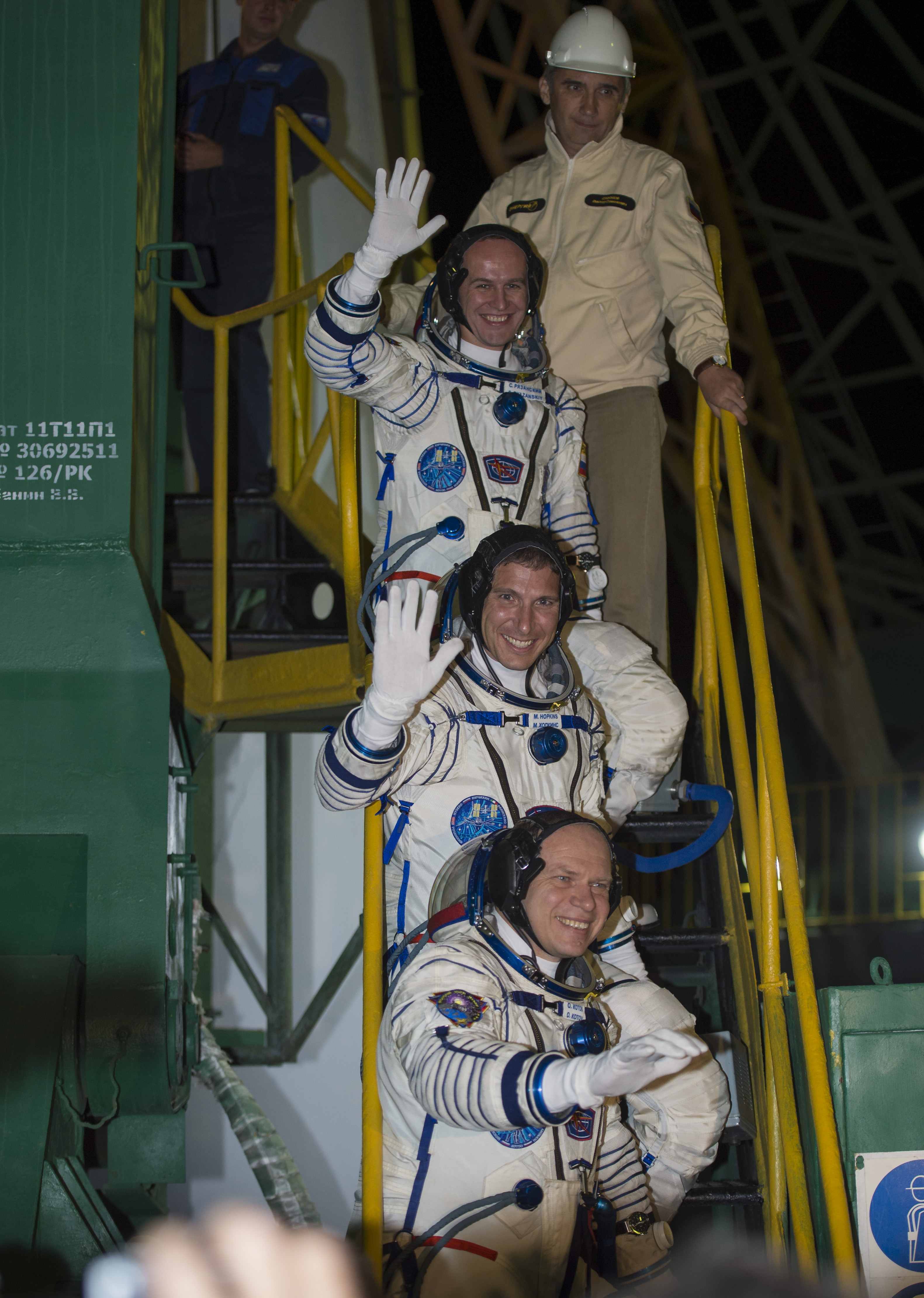
Экипаж ТПК «Союз ТМА-10М» перед стартом

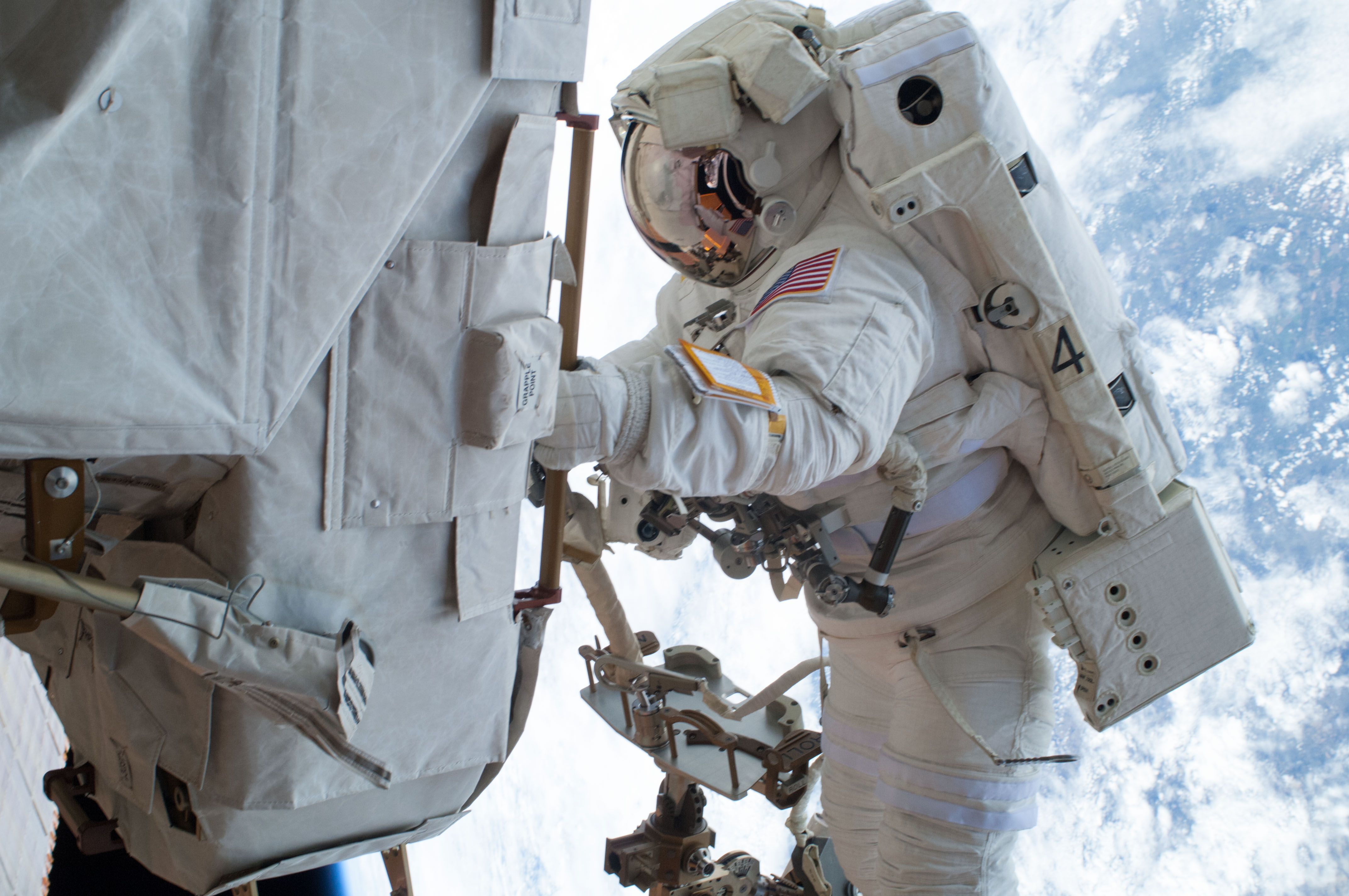
М. Хопкинс во время второго выхода в открытый космос

### Первый полёт
26 сентября 2013 года в 0:59 мск Майкл Хопкинс стартовал вместе с космонавтами Роскосмоса Олегом Котовым (командир экипажа) и Сергеем Рязанским с «Гагаринского старта» космодрома Байконур в качестве бортинженера экипажа космического корабля «Союз ТМА-10М» и бортинженера экипажа Международной космической станции по программе МКС-37/38 основных космических экспедиций, в 6:45 мск корабль пристыковался в автоматическом режиме к модулю «Поиск» МКС. Это была третья стыковка пилотируемого корабля по укороченной, четырёхвитковой шестичасовой схеме сближения с МКС.
21 декабря 2013 года Майкл Хопкинс совершил вместе с астронавтом Ричардом Мастраккио свой первый выход в открытый космос. Во время выхода астронавты демонтировали 350-килограммовый насосный модуль системы охлаждения американского сегмента МКС, в котором перестал работать один из клапанов. Продолжительность выхода составила 5 часов 28 минут. 24 декабря астронавты продолжили работы в открытом космосе. В течение 7 часов 30 минут с помощью руки-манипулятора «Канадарм-2» астронавты транспортировали новый насос и осуществили его установку в систему терморегулирования. Затем они подключили к новому насосу четыре шланга подачи аммиака и электрокабели. В ходе работ, из одного из шлангов вылился аммиак, и его часть попала на скафандры. Астронавты почистили свои скафандры и вернулись на борт МКС через шлюзовой модуль «Квест».
11 марта 2014 года в 7 часов 24 минуты мск транспортный пилотируемый корабль «Союз ТМА-10М», совершил успешную посадку в 147 км юго-восточнее города Жезказган в Казахстане. Космический полёт продлился 168 суток.

### Второй полёт

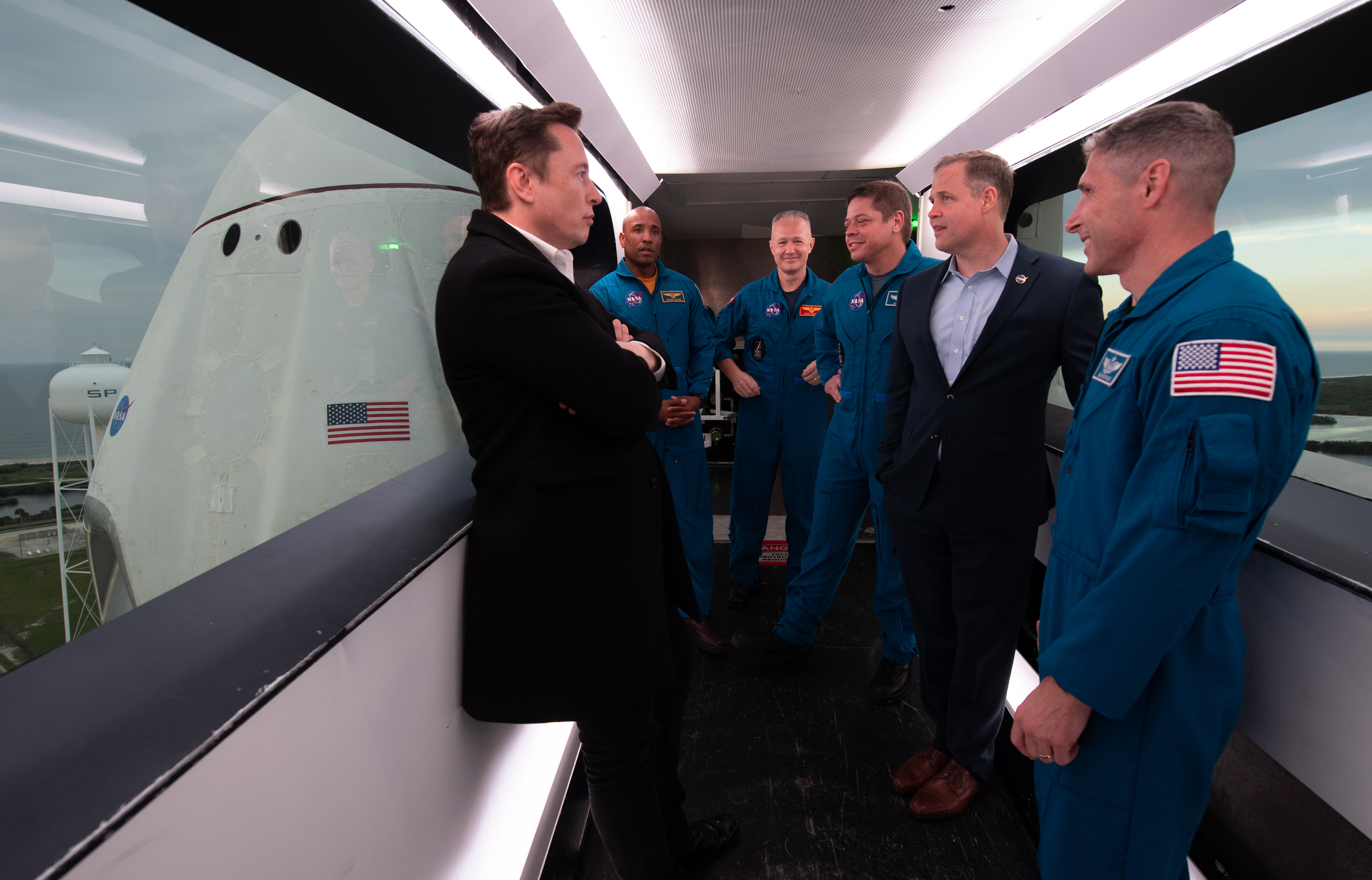
Илон Маск, директор НАСА Джим Брайденстайн c командой коммерческих астронавтов Виктором Гловером, Дагом Хёрли, Бобом Бенкеном и Майклом Хопкинсом в туннеле к Crew Dragon перед запуском миссии «Демо-1» 1 марта 2019 года, в Космическом центре им. Кеннеди во Флориде.

В августе 2018 года М. Хопкинс вместе с астронавтом Виктором Гловером получил назначение в космическую миссию USCV-1. Предварительно запуск миссии USCV-1 был запланирован на 2019 год, но в связи с аварией 20 апреля 2019 года космического корабля Crew Dragon во время огневых испытаний системы автоматического спасения, полёт перенесён на 2020 год.
С марта 2019 года в течение пяти недель М. Хопкинс проходил подготовку в ЦПК имени Ю. А. Гагарина, которая включала изучение системы российского сегмента МКС, тренировки по действиям экипажа в случае аварий на российском сегменте МКС.
16 ноября 2020 года в 0:27 UTC командир экипажа М. Хопкинс вместе с астронавтами экспедиции Crew-1 В. Гловером, Ш. Уокер, С. Ногути стартовал со стартового комплекса LC-39A Космического центра NASA имени Кеннеди на многоразовом космическом корабле Dragon V2 под названием Resilience. 17 ноября в 04:01 UTC корабль в автоматическом режиме состыковался с портом PMA-2 модуля «Гармония» МКС.
В ходе полёта М. Хопкинс вместе с астронавтом В. Гловером совершил три выхода в открытый космос общей сложностью более 20 часов: 27 января — 6 часов 56 минут, 1 февраля — 5 часов 20 минут, 13 марта — 6 часов 47 минут. 5 апреля 2021 года в 10:30 UTC экипаж под командованием М. Хопкинса отстыковал корабль от переднего стыковочного узла PMA-2 модуля «Гармония», и в 11:08 UTC вновь пристыковались корабль на зенитный стыковочный узел PMA-3 того же модуля.
2 мая 2021 года в 09:57 МСК капсула с экипажем корабля успешно приводнилась в Мексиканском заливе недалеко от города Панама-Сити (штат Флорида).
Статистика полётов
| # | Стартовый корабль    | Старт, UTC        | Экспедиция              | Корабль посадки      | Посадка, UTC      | Налёт                        | Выходы в открытый космос | Время в открытом космосе |
| - | -------------------- | ----------------- | ----------------------- | -------------------- | ----------------- | ---------------------------- | ------------------------ | ------------------------ |
| 1 | Союз ТМА-10М         | 25.09.2013, 20:58 | Союз ТМА-10М, МКС-37/38 | Союз ТМА-10М         | 11.03.2014, 03:23 | 166 суток 06 часов 25 минут  | 2                        | 12 часов 58 минут        |
| 2 | SpaceX Dragon 2 C207 | 16.11.2020, 00:27 | Crew-1, МКС-64/65       | SpaceX Dragon 2 C207 | 02.05.2021        | 167 суток 06 часов 29 минут  | 3                        | 20 часов 03 минуты       |
|   |                      |                   |                         |                      |                   | 333 суток 12 часов 54 минуты | 5                        | 33 часа 01 минута        |

## Награды
За многолетнюю воинскую службу полковник М. Хопкинс награждён следующими медалями:
- Медаль «За похвальную службу» (Министерство обороны США);
- Медаль «За похвальную службу» (Вооружённые силы США);
- Медаль за лётные достижения (Aerial Achievement Medal);
- Медаль «За службу национальной обороне» (США) с бронзовой звездой;
- Две похвальные медали ВВС США (Air Force Commendation Medals);
- Четыре медали ВВС США за достигнутые успехи (Air Force Achievement Medals).

## Семья, личное
Майкл Хопкинс женат на Джули Хопкинс (Штутц) и имеет двух сыновей. Во время учёбы в Университете Иллинойса в 1988—1991 годах играл за сборную команду Университета по американскому футболу. Играет в хоккей, занимается тяжёлой атлетикой и бегом. Другие интересы включают чтение, походы, активный отдых и ремонт дома. Радиолюбитель с позывным KF5LJG.